# Kevin McCarthy (skuespiller)
 For alternative betydninger, se Kevin McCarthy. (Se også artikler, som begynder med Kevin McCarthy)
Kevin McCarthy (født 15. februar 1914, død 11. september 2010) var en amerikansk skuespiller.

## Karriere
I 1949 spillede McCarthy rollen som Biff Loman i Death of a Salesman med Paul Muni. Han blev nomineret til en Oscar for bedste mandlige birolle og vandt en Golden Globe Award for New Star of the Year - Actor for rollen.